# Eleição para governador do Mississippi em 2011
Eleição para governador do Mississippi em 2011 está sendo realizada (8 de novembro de 2011) no estado de Mississippi e elegerá o governador do estado. O atual governador Haley Barbour é inelegível para o cargo, pois foi eleito em 2003 e reeleito em 2007.
A Constituição Mississippi exige que para vencer a eleição o candidato deve receber a maioria (e não apenas uma pluralidade) de votos, caso contrário, a Casa dos Representantes Mississippi irá selecionar o vencedor.

## Primária Republicana
- James Broadwater, autor, proprietário da empresa de pequeno porte, pastor e ex-funcionário público[1]
- Phil Bryant , o vice-governador do Mississippi[2]
- Dave Dennis , ex presidente da Reserva Federal[3]
- Hudson Holliday , supervisor de condado[4]
- Ron Williams, empresário

### Pesquisas
| Poll source           | Data(s) administered   | Pesquisados | Margem de erro | James Broadwater | Phil Bryant | Dave Dennis | Hudson Holliday | Ron Williams | Outros | Indecididos |
| --------------------- | ---------------------- | ----------- | -------------- | ---------------- | ----------- | ----------- | --------------- | ------------ | ------ | ----------- |
| Public Policy Polling | 24-27 de março de 2011 | 400         | ± 4.9%         | 1%               | 63%         | 14%         | 2%              | 0%           | —      | 20%         |

### Resultados
|  | Republicano | Phil Bryant      | 167.468 | 59% |
|  | Republicano | Dave Dennis      | 72.765  | 26% |
|  | Republicano | Ron Williams     | 25.133  | 9%  |
|  | Republicano | Hudson Holliday  | 13.230  | 5%  |
|  | Republicano | James Broadwater | 3.549   | 1%  |

## Primária Democrata
- Bill Compton Jr., professor[6]
- Johnny DuPree, prefeito de Hattiesburg[7][8]
- Bill Luckett, empresário e advogado[3]
- Guy Shaw[6]

### Resultados
|  | Democrata | Johnny DuPree    | 171.333 | 43% |
|  | Democrata | Bill Luckett     | 155.195 | 39% |
|  | Democrata | Bill Compton Jr. | 39.182  | 10% |
|  | Democrata | Guy Shaw         | 29.526  | 7%  |

- Nota: Como nenhum candidato recebeu 50% dos votos em 2 de agosto de 2011, a lei estadual permite que um segundo turno seja realizado. Este segundo turno foi realizado em uma terça-feira, dia 23 de agosto de 2011.

|  | Democrata | Johnny DuPree | 173.329 | 55% |
|  | Democrata | Bill Luckett  | 142.388 | 45% |

## Partido da Reforma
- Bobby Kearan, empresário[10]
- Shawn O'Hara , candidato perene[6]

## Independente
- Will Oatis, veterano[11]

## Eleição geral

### Pesquisas
| Poll source           | Data(s)                 | Pesquisados | Margem de erro | Phil Bryant (R) | Johnny DuPree (D) | Outros | Indecididos |
| --------------------- | ----------------------- | ----------- | -------------- | --------------- | ----------------- | ------ | ----------- |
| Public Policy Polling | 4-6 de novembro de 2011 | 796         | ± 3.5%         | 54%             | 40%               | —      | 6%          |
| Public Policy Polling | 24-27 de março de 2011  | 817         | ± 3.4%         | 56%             | 25%               | —      | 19%         |

### Primeiros resultados
- Apurado: 97,0%

|  | Republicano | Phil Bryant   | 499.460 | 61,07% |
|  | Democrata   | Johnny DuPree | 318.439 | 38,93% |

### Por condado
| Condado | DuPree% | DuPree# | Bryant% | Bryant# |
| ------- | ------- | ------- | ------- | ------- |
| Adams   | 51,89%  | 5.023   | 48,11%  | 4.658   |
| Alcorn  | 27,47%  | 3.110   | 72,53%  | 8.210   |
| Amite   | 42,02%  | 2.419   | 57,98%  | 3.338   |
| Attala  | 37,2%   | 2.076   | 62,8%   | 3.505   |
| Benton  | 44,33%  | 1.294   | 55,67%  | 1.625   |
| Bolivar | 61,34%  | 6.138   | 38,66%  | 3.868   |